# Olaf Magnusson de Noruega

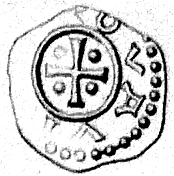
Moneda de Olaf Magnusson

Olaf Magnusson (1099-1115). Rey de Noruega de 1103 hasta su muerte. Era hijo del rey Magnus III, y hermano de los reyes Øystein I y Sigurd I.
Olaf se convirtió en rey a la muerte de su padre, y compartiría el trono con sus hermanos Øystein y Sigurd. Aunque los tres hermanos tenían madres distintas, todos fueron considerados con el mismo derecho hereditario. Por su corta edad (unos 4 o 5 años), sus hermanos gobernaron como regentes en la parte que le correspondía del reino. Falleció en 1115, cuando tenía, por mucho, 17 años.
Por su escasa significancia en la historia de Noruega, no se sabe casi nada de él, y no se le asignó un número en la línea sucesoria de los reyes noruegos, de lo contrario habría sido llamado Olaf IV, pero ese número fue utilizado por Olaf IV de Noruega (1370-1387).